# Río Telire
Río Telire är ett vattendrag i Costa Rica.   Det ligger i provinsen Limón, i den östra delen av landet, 140 km öster om huvudstaden San José.